# Hunker (Pensilvania)
Hunker es un borough ubicado en el condado de Westmoreland en el estado estadounidense de Pensilvania. En el año 2000 tenía una población de 329 habitantes y una densidad poblacional de 342.4 personas por km².

## Geografía
Hunker se encuentra ubicado en las coordenadas 40°12′16″N 79°36′58″O / 40.20444, -79.61611.

## Demografía
Según la Oficina del Censo en 2000 los ingresos medios por hogar en la localidad eran de $40,313 y los ingresos medios por familia eran $43,750. Los hombres tenían unos ingresos medios de $32,396 frente a los $15,833 para las mujeres. La renta per cápita para la localidad era de $22,045. Alrededor del 6.1% de la población estaba por debajo del umbral de pobreza.